# Cooroy
Cooroy is een dorp in de Australische deelstaat Queensland. Het ligt in het achterland van Noosa Shire, 20 kilometer van Noosa Heads. Cooroy is vernoemd naar Cooroy Mountain, die oorspronkelijk Coorooey werd genoemd, naar het Aboriginalwoord voor koeskoes, kurui.
Cooroy heeft een aantrekkelijk klassiek dorpscentrum maar is op sommige punten ook gemoderniseerd. Cooroy heeft onder meer een hotel en een golfclub. Het Cooroymotel is een driesterrenaccommodatie direct tegenover het treinstation. Noosa Botanical Garden ligt bij Lake MacDonald net buiten het dorp. Ook de Noosa District High School en de Cooroy State Primary School liggen in Cooroy. 